# Memoria háptica

## Memoria háptica
La memoria se considera un sistema múltiple compuesto por arreglos de codificación o subsistemas, almacenamiento y recuperación de información. La memoria se puede clasificar en diferentes formas, que varían en el tipo de estímulos codificados (visual, auditivo, táctil, gustativa u olfativa), sobre cuánto tiempo está la información almacenado antes de recuperado (memoria a corto o largo plazo), y en su tipo de aprendizaje (memoria implícita o explícita).[1] La memoria implícita generalmente se evalúa mostrando efectos de cebado de repetición, lo que significa un mejor rendimiento en la precisión o el tiempo de respuesta para los estímulos que se han encontrado anteriormente en comparación con el rendimiento con nuevos estímulos.[2] Y la memoria explícita para objetos está relacionada con el recuerdo consciente de la experiencia previa con los objetos. 
El término háptico (del griego háptō/ haptesthai (tocar, relativo al tacto) es el adjetivo usado para describir lo relacionado con o basado en el sentido del tacto, además que hace referencia a la ciencia que estudia todo lo relativo al tacto y sus sensaciones como medio de control e interacción con máquinas y computadores.[3] La información del sentido háptico proviene de la manipulación activa y voluntaria de objetos en el entorno hecha por los dedos y las manos, e involucra el sentido del tacto y la percepción del movimiento del cuerpo que se conoce como cinestesia. La cinestesia se define entonces como la percepción de estímulos internos que permiten el monitoreo de las sensaciones de posición de las extremidades con respecto a la posición del cuerpo. Por lo tanto, en lo háptico no solo se habla de sensores en la piel sino también de las articulaciones y de los músculos.[4]
En el sistema háptico, se implican los campos receptivos de los mecanos receptores sensibles a la deformación mecánica de la piel y las terminaciones nerviosas que responden al dolor y a la temperatura se solapan entre sí.[5] Este solapamiento permite que se pueda percibir diferentes tipos de sensaciones en una misma zona en la piel al mismo tiempo. La información sensorial se añade la información de carácter propioceptivo y cenestésico situados en músculos, tendones y articulaciones de las manos. Se sabe que con la edad las manos se van deteriorando, sin embargo, la habilidad para percibir formas tridimensionales se mantiene prácticamente intacta a lo largo de la vida. 

### La percepción háptica
La percepción háptica que depende de la información complementaria de la agudeza táctil, el movimiento activo y las señales espaciales; Además, el tamaño del estímulo y la familiaridad no son tan importantes en la visión como en contacto. presentado al tacto. La mayor parte de la investigación sobre la memoria implícita y explícita se ha centrado en los estímulos presentados de forma visual o auditiva.[6] Los pocos estudios que han investigado la memoria implícita para el tacto han mostrado una memoria implícita significativa para objetos presentado al tacto. Como el objetivo del presente estudio fue explorar el cebado intermodal entre la visión y el tacto, revisamos brevemente la literatura sobre la memoria implícita para objetos hápticos. Los estudios sobre memoria implícita y explícita se han centrado principalmente en materiales verbales (palabras, palabras no enunciadas, palabras asociadas a pares) que se presentan visual o auditivamente. Las pruebas que más se utilizan para medir las memorias implícitas y explícitas son: la finalización de fragmentos de palabras, la finalización de vástagos de palabras, la identificación de palabras y las decisiones de palabras y no palabras.
Se sabe que la edad ha sido un factor importante con respecto a la memoria. La memoria es la base de todo desarrollo cognitivo. En la infancia, la memoria es muy importante porque es un prerrequisito para pensar, razonar, decidir, etc. en niños y adultos. La memoria es también un requisito previo para nuestras acciones.[7] Por ejemplo, cuando deseamos localizar un objeto oculto, es necesario haber memorizado el lugar donde se guarda este objeto. En las últimas dos décadas, los estudios sobre la memoria sensorial en bebés muy pequeños se han hecho posibles gracias a paradigmas novedosos. Como el paradigma de habituación/ deshabituación o el procedimiento de recuperación de la familiarización. En adultos mayores se ha informado que experimentan dificultades en la codificación de los elementos que deben recordarse, lo cual es particularmente evidente en condiciones de memoria.[8] Craik sugirió que los ancianos pueden procesar la información de manera menos profunda o menos elaborada, tal vez debido a una pérdida de la capacidad general de procesamiento de la información o al despliegue controlado de la atención. Esta posición general se ha reformulado en términos de déficits relacionados con la edad en la velocidad y precisión de la memoria de trabajo.

### Memoria de trabajo
La memoria de trabajo es una estructura hipotética en la que la información se almacena mientras se procesa activamente. Por lo tanto, se cree que el envejecimiento afecta tanto a la velocidad como a la precisión con la que se procesa la información en la memoria de trabajo; Este déficit tiene un impacto perjudicial en el rendimiento de la memoria secundaria o de largo plazo.

### Biología de la memoria háptica
Por otra parte, en el sentido biológico el hemisferio izquierdo del cerebro a menudo muestra ventajas en el procesamiento de la información verbal, mientras que el hemisferio derecho favorece el procesamiento de la información no verbal. En la memoria háptica debido a inervaciones contralaterales, esta lateralización funcional se refleja en una ventaja de la mano durante ciertas funciones.[9] La memoria se almacena en los mismos sistemas neuronales que participan en el procesamiento de la información sensorial. En las áreas corticales, las mismas neuronas probablemente están involucradas tanto en el análisis sensorial como en la memoria. [10] Trabajos recientes han revelado que las células en la corteza parietal anterior participan en la memoria háptica a corto plazo. La presencia de tales células de memoria en la corteza somatosensorial, la etapa temprana del sistema somatosensorial cortical sugiere un papel de esta corteza no solo en las células activas de memoria a corto plazo para el tacto, pero también posiblemente en la construcción de redes de memoria a largo plazo que representan estímulos de otras modalidades asociadas con el tacto.